# Sid Meier
Sidney K. (Sid) Meier (Sarnia, Ontario, 24 februari 1954) is een Canadees programmeur en ontwerper van een aantal zeer succesvolle computerspellen. Meier heeft verscheidene prijzen gewonnen voor zijn bijdragen aan de computerspelindustrie en voor de speltitels die grote commerciële successen hebben bereikt.

## Biografie
Meier werd geboren in de Canadese plaats Sarnia uit ouders met een Nederlandse en Zwitserse afkomst. Enkele jaren later verhuisde het gezin naar de Amerikaanse staat Michigan, waar Meier geschiedenis en informatica ging studeren aan de universiteit. Begin jaren 80 leerde Meier zichzelf programmeren in BASIC op zijn Atari 800 homecomputer.

## Carrière
Meier en Bill Stealey ontmoetten elkaar tijdens hun werk bij General Instrument. Stealey was een fervent straaljagerpiloot en Meier had plannen om een vluchtsimulator te programmeren. De twee besloten om zakelijk in zee te gaan en richtten in 1982 het bedrijf MicroProse op. Hier ontwikkelde Meier later ook de succesvolle spelreeks Civilization. Uiteindelijk verliet hij MicroProse, en in 1996 richtte hij Firaxis Games op, samen met Jeff Briggs en Brian Reynolds. Tegenwoordig maakt Firaxis strategiespellen, waarvan vele remakes zijn van klassieke titels, zoals Civilization II, Civilization III en Sid Meier's Pirates!.

## Spellen
- Spitfire Ace (1982)
- HellCat Ace (1982)
- Floyd of the Jungle (1982)
- Chopper Rescue/Air Rescue (1983)
- NATO Commander (1984)
- Solo Flight (1984)
- Kennedy Approach (1985)
- F-15 Strike Eagle (1985)
- Crusade in Europe (1985)
- Conflict in Vietnam (1985)
- Decision in the Desert (1985)
- Silent Service (1985)
- Gunship (1986)
- Sid Meier's Pirates! (1987)
- Red Storm Rising (1988)
- F-19 Stealth Fighter (1988, remake)
- Railroad Tycoon (1990)
- Covert Action (1990)
- Sid Meier's Covert Action (1991)
- Sid Meier's Civilization (1991)
- Colonization (1994)
- Civilization II (1996)
- Sid Meier's Gettysburg! (1997)
- Railroad Tycoon II (1998)
- Sid Meier's Antietam! (1998)
- Sid Meier's South Mountain! (199x)
- Sid Meier's Alpha Centauri (1999)
- SimGolf (2002)
- Civilization III (2002)
- Railroad Tycoon 3 (2003)
- Sid Meier's Pirates! (2004)
- Civilization IV (2005)
- Civilization IV: Warlords (2006)
- Sid Meier's Railroads! (2006)
- Civilization IV: Beyond The Sword (2007)
- Sid Meier's Civilization IV: Colonization (2007)
- Civilization: Revolution (2007)
- Civilization V (2010)
- Sid Meier's Civilization V: Gods and Kings (2012)
- Sid Meier's Civilization V: Brave New World (2013)
- Civilization: Beyond Earth (2014)
- Sid Meier's Starships (2015)
- Civilization: Beyond Earth - Rising Tide (2015)
- Civilization VI (2016)

## Prijzen en onderscheidingen

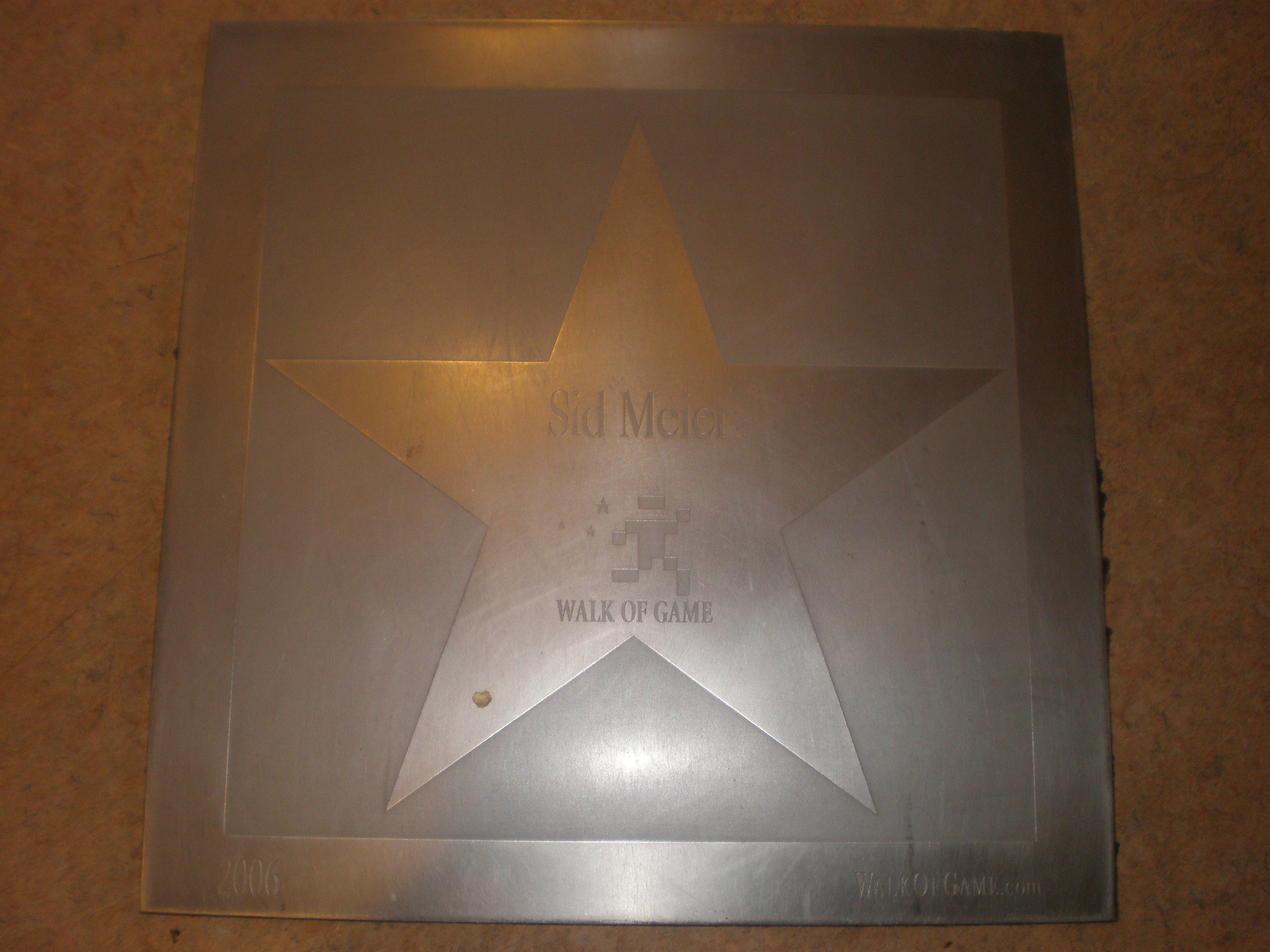
De ster van Sid Meier op de Walk of Game in San Francisco.

Meier kreeg in 2006 een ster op de Walk of Game in San Francisco ter erkenning van zijn prestaties op het gebied van computerspellen.